# 傅家庄公园
傅家庄公园，位于辽宁省大连市南部，始建于1980年，建成初期占地面积18.6公顷。有长达800米的优良海滩，为一处难得的海水浴场。
1998年3月至5月，大连市风景处对该公园进行了全面改造，改造后该公园于1998年5月22日正式实行封闭管理，收费1.00元。2005年4月24日开始改为向市民免费开放。

## 图片

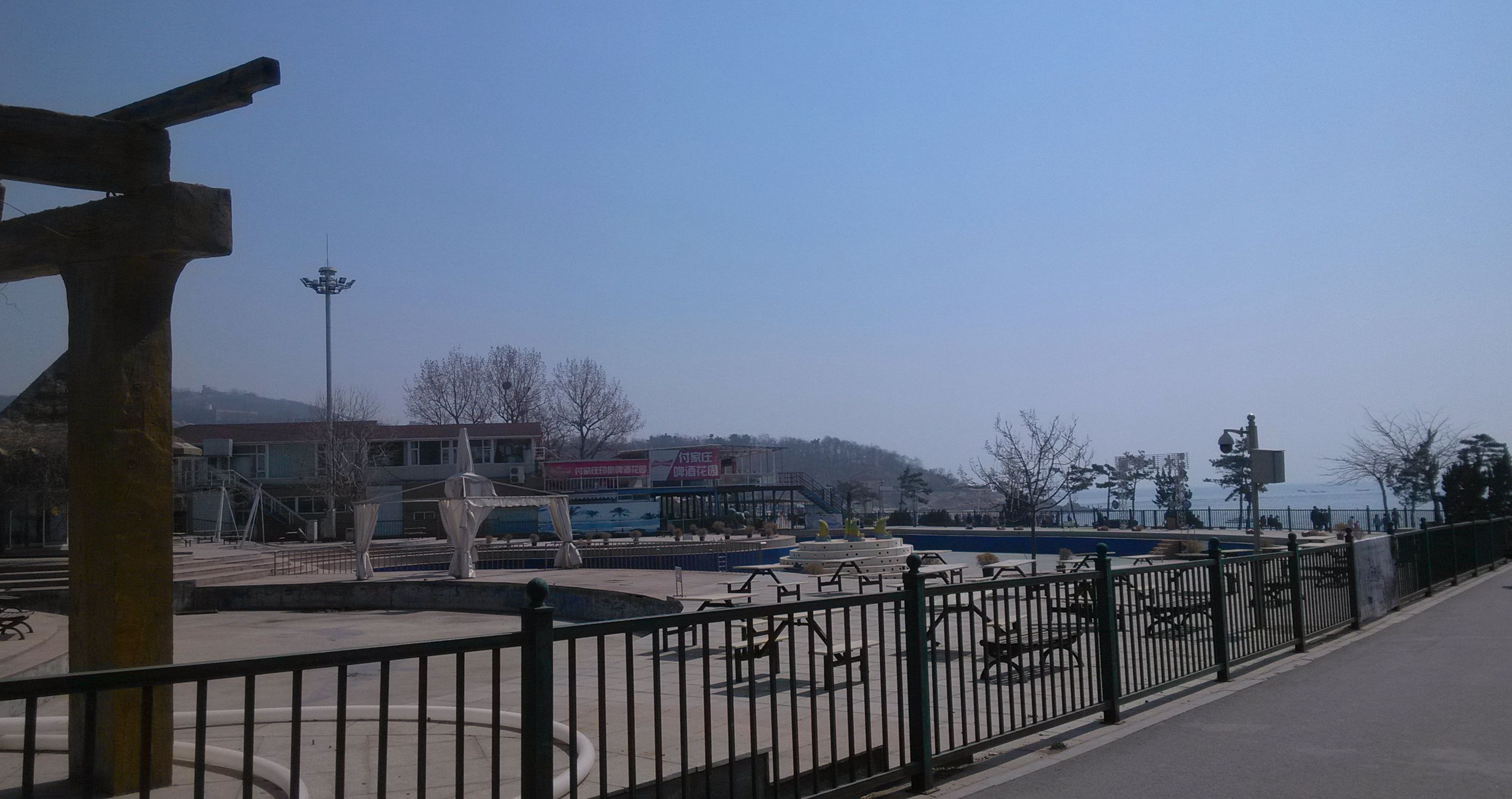
付家庄公园一角
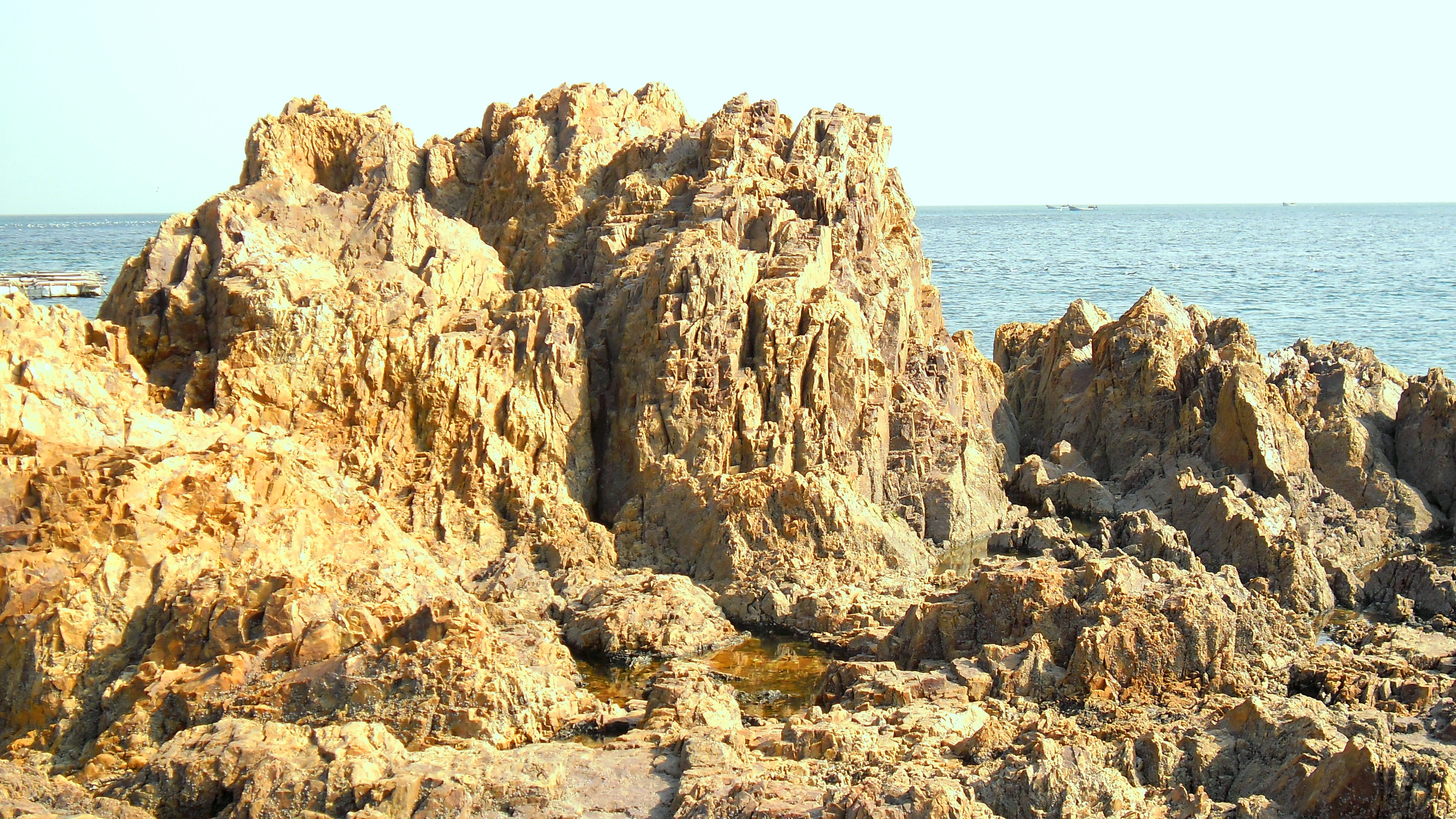
海滨地貌
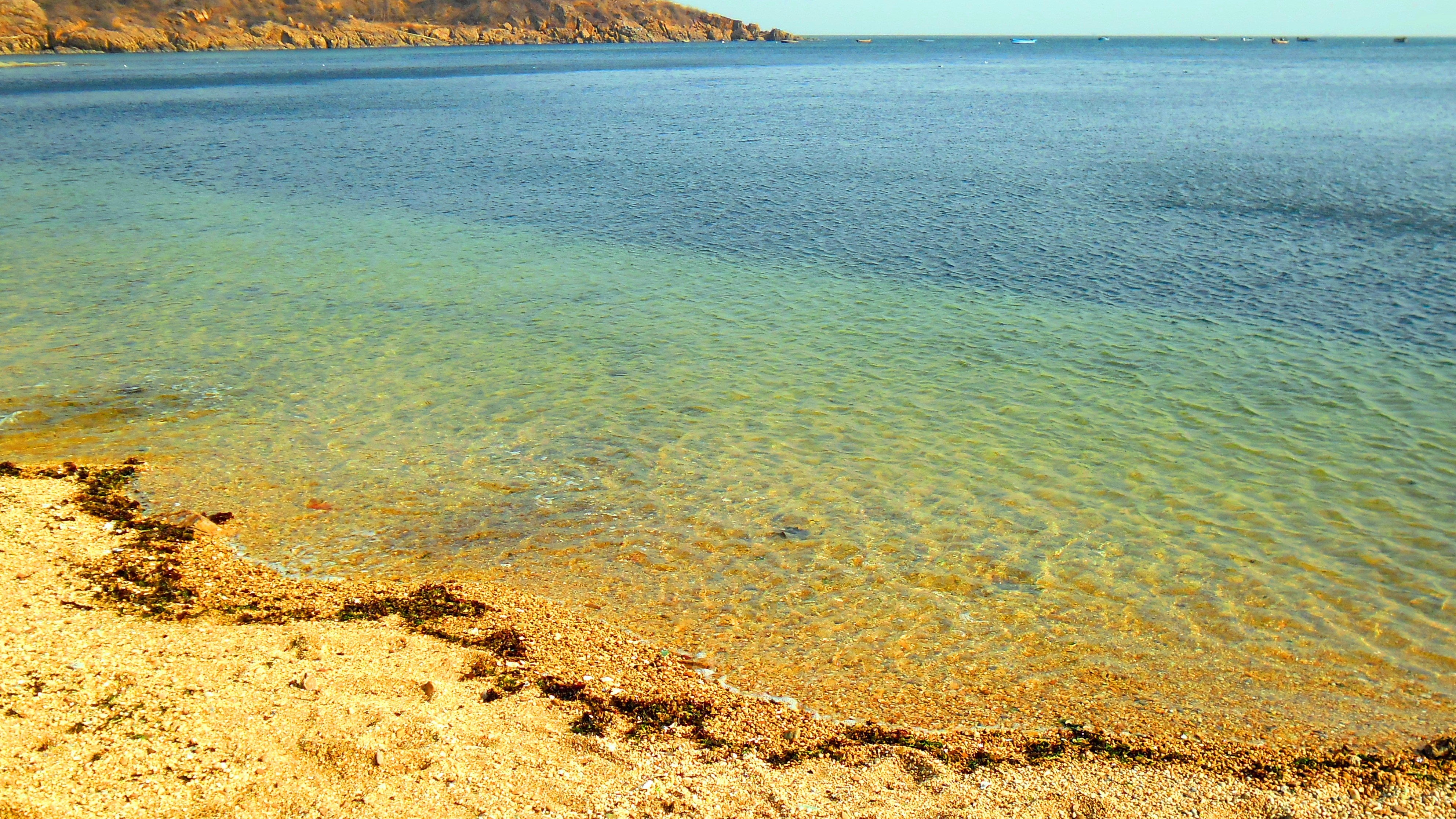
公园东侧沙滩